# Malik Ayaz
Malik Ayaz fou un almirall i home d'estat del Gujarat dels segles XV i XVI.
Era suposadament un esclau rus nascut a Geòrgia capturat pels turcs i portat a Istanbul on fou venut a un comerciant que tenia negocis a l'Índia. Era intel·ligent i valent i el seu amo el considerava la «joia de gran preu» entre els seus esclaus, i finalment el va vendre al sultà Mahmud I. La llegenda diu que durant una expedició a Malwa, un falcó es va posar al cap del sultà i Malik Ayaz va matar l'animal d'una fletxa, cosa que recorda la llegenda de Guillem Tell. En premi el sultà el va declarar lliure i li va donar el títol de Malik que va agafar com a nom. Valent a la batalla i prudent en els consells, va augmentar la consideració i confiança que li tenia el seu amo.
Mahmud el va nomenar en data incerta governador de Diu, una illa de la costa del Kathiawar, i de la costa de Kathiawar. El 1484 va dirigir l'assalt i conquesta de la fortalesa rajput de Pavagarh a Champaner, després de 20 mesos d'atacs. Amb aquesta victòria la dinastia rajput dels Patai Paval de Champaner es va enfonsar i el seu estat va passar al Gujarat, del qual fou la capital política en el mig segle següent. Malik Ayaz progressivament va fortificar el seu govern, especialment Diu.
El 1508 una flota gujarati dirigida per Malik Ayaz, i una d'egípcia enviada pel sultà mameluc Qànsawh al-Ghawrí, es van unir i van enfrontar als portuguesos i els van derrotar a Cawi; Dom Lourenço d'Almeida fill del virrei portuguès Francisco d'Almeida va morir en la batalla; Francisco va prendre revenja amb una victòria fora del port de Diw (Diu) el febrer de 1509.
El 23 de novembre de 1511, a la mort de Mahmud Shah, va pujar al tron el seu fill Muzaffar Shah II Gudjarati.
El 1513 els portuguesos havien demanat permís al sultà per construir un fort a Diu però el sultà (per consell del governador de l'illa i de Junagarh, Malik Ayaz) el va refusar. Ayaz va construir una torre en uns roca marina i des d'aquí va tirar una gran cadena que impedia el pas cap al port als vaixells enemics. També va construir un pont que enllaçava l'illa i el continent; la base naval de Diu tenia capacitat per una flota d'almenys 100 grans vaixells de guerra i altres de comerç però armats, que feien Diu invulnerable a un eventual atac portuguès. La flota manada per Ayaz no va permetre mai durant tot el seu manat l'entrada a Diu de vaixells que no fossin comercials. El 1513 Ayaz i Alfonso de Albuquerque (conqueridor i governador de Goa) es van entrevistar a Diu, i tot l'amabilitat d'Ayaz i l'aparença de donar satisfacció, el lusità no va obtenir cap resultat.
El 1519 Chitor (Mewar) estava combatent a Malwa quan el noble gujarati Nizam al-Mulk va conquerir Idar i va posar al tron a Bhar Mal. Nizam-ul-Mulk fou advertit per un bhat (ministre) que no podria mantenir Idar enfront de l'enderrocat Rai Mal, ja que aquest tenia el suport de Rana Sanga de Chitor. Enfadat, Nizam al-Mulk va lligar un gos fora dels murs i li va dir Rana Sanga. Aquest després d'haver triomfat a Malwa va dirigir el seu exèrcit d'uns 40.000 homes (incloïa contingents de Dungarpur, Jodhpur i Merta) cap al Gujarat. Nizam al-Mulk va haver de fugir; Raj Mal fou restablert i la mesquita construïda pels invasors enderrocada sent reconstruït el temple hindu original.
Sultan Muzaffar havia establert la capital a Champaner (abans la capital era a Ahmedabad) que fou rebatejada Mahmudabad. L'exèrcit de Rana Sanga es va presentar davant Ahmedabad i la va assetjar; l'assalt dels elefant fou rebutjat però llavors el jove rajput Kanh Singh Chauhan, va pujar a una altura i va impulsar als conductors dels elefants endavant i va aconseguir fer caure als elefants sobre els sorpresos musulmans. Els gujaratis nobles que estaven a la ciutat foren morts i els civils fets presoners; la ciutat fou saquejada pels rajputs durant tot el dia i l'endemà les restes de l'exèrcit gujarati fou perseguit fins que va arribar a Vadnagar, que fou perdonada a súpliques dels seus habitants bramans, però la veïna Visalnagar fou saquejada i el governador Hatim Khan mort. L'exèrcit rajput va retornar a Mewar carregat de botí. Gujarat però no estava enfonsat, i als pocs mesos Muazafar va fer aliança amb Malwa i va preparar un gran exèrcit del que va donar el comandament a Malik Ayaz governador de Diu i de la costa del Kathiawar.
Després de fracassar diplomàticament en l'obtenció d'un fort a Diu (per mitjà del cortesà Malik Gopi van intentar obtenir autorització però Ayaz va fer fracassar els plans) els portuguesos van intentar ocupar Diu per la força el 1520 dirigits per Diego Lopes de Seuqeira, governador de Goa, però es va retirar en veure que les defenses eren massa fortes; ho van provar altre cop el 1521, sent rebutjats igualment per les reforçades defenses de la ciutat preparades per aquesta contingència. També va fracassar un atac contra Muzaffarabad a 30 km de Diu.
El 1521 l'exèrcit preparat pel sultà Muzafar estava a punt. Malik Ayaz en va agafar el comandament; estava format per uns cent mil homes entre els quals notables generals com Malik Sarang i Mubariz al-Mulk. Ayaz va donar mostra de la seva habilitat militar i va derrotar a l'enemic rajput ocupant diverses fortaleses entre les quals Dungarpur; després va girar a l'est i va assetjar Mandasor, on va arribar també l'exèrcit de Mahmud Shah II Khalji. El maharana Sanga es va presentar també prop de Mandasor però no va atacar immediatament. Després va eliminar primer a Mahmud Khalji alliberant al seu fill que havia estat molt de temps presoner a Chittor. L'exèrcit gujaratí estava inquiet perquè no s'havia aconseguit cap èxit decisiu i ara l'exèrcit rajput ja estava en posició. Malik Ayaz fou criticat. Sanga, que no obstant estava en inferioritat, va aprofitar per obrir negociacions i Ayaz en va saber treure partit per aconseguir un acord de pau. Ayaz va aixecar el setge de Mandasor.
Malik Ayaz va morir a Una el 1522. Fou enterrat a aquesta ciutat. De la seva vida s'esmenta que era un gurmet, generós i caritatiu i molt hospitalari, i que feia regals i favors als seus administrats. Va amassar una gran fortuna.